# Johann-Philipp-von-Bethmann-Studienpreis
Der Johann-Philipp-von-Bethmann-Studienpreis wurde im Jahr 1984 von Johann Philipp Freiherr von Bethmann (1924–2007) gestiftet. Er wird jährlich im Dezember für hervorragende Projekte zur Erforschung der Frankfurter Stadtgeschichte durch den Kulturdezernenten der Stadt Frankfurt am Main verliehen. Träger des Preises ist die Frankfurter Historische Kommission des Institutes für Stadtgeschichte.

## Ziel und Zweck
Der mit 4000 Euro dotierte Johann-Philipp-von-Bethmann-Studienpreis soll junge Wissenschaftler fördern, die sich mit einer umfangreichen, längerfristigen, noch nicht abgeschlossenen Studienarbeit befassen. Den Statuten zufolge soll diese Arbeit in ihrem Ergebnis geeignet sein, die wissenschaftliche Basis zur Erforschung der Frankfurter Geschichte zu erweitern. Um den Preis bewerben können sich daher insbesondere Doktoranden aller Fachbereiche, die eine Dissertation zu Themen Frankfurter Geschichte vorbereiten.

## Bewerbungsverfahren
Bewerbungen für den Johann-Philipp-von-Bethmann-Studienpreis können der Geschäftsführung der Frankfurter Historischen Kommission beim Institut für Stadtgeschichte, Münzgasse 9, 60311 Frankfurt am Main, eingereicht werden. Neben einem Bewerbungsschreiben mit Lebenslauf müssen ein ausführliches Exposé über das Thema, die Gliederung, die Quellenlage, den Forschungsplan und eine Empfehlung des betreuenden Hochschuldozenten beigefügt werden. Ein temporäres Arbeitsergebnis soll bereits erkennbar sein.

## Jury und Preisverleihung
Die Juroren treten jeweils im November eines Jahres zur Preisfindung zusammen. Die daraus resultierende Entscheidung ist unanfechtbar, der Rechtsweg ausgeschlossen. Nach einer Benachrichtigung durch die Frankfurter Historische Kommission erfolgt die Preisverleihung durch die Frankfurter Historische Kommission und das Kulturdezernat der Stadt Frankfurt am Main.

## Preisträger
| Jahr | Preisträger | Titel der Arbeit | Status |
| ---- | --- | --- | --- |
| 1984 | Irene Haas | Frankfurt am Main im Schmalkaldischen Bund 1536–1547                                                                                               | veröffentlicht: Studien zur Frankfurter Geschichte 30, Verlag Waldemar Kramer, Frankfurt am Main, 1991 |
| 1985 | Inge Schlotzhauser-Günther                                                                                     | Die antisemitische Bewegung in Frankfurt am Main 1880–1914                                                                                         | veröffentlicht: Studien zur Frankfurter Geschichte 28, Verlag Waldemar Kramer, Frankfurt am Main, 1989 |
| 1986 | Gabriele Marcussen-Gwiazda                                                                                     | Frankfurt in den internationalen Wirtschaftsbeziehungen des 17. Jahrhunderts                                                                       | noch nicht abgeschlossen |
| 1987 | Andreas Hansert                                                                                                | Bürgerkultur und Kulturpolitik in Frankfurt am Main 1760–1975                                                                                      | veröffentlicht: Studien zur Frankfurter Geschichte 33, Verlag Waldemar Kramer, Frankfurt am Main, 1992, ISBN 3-7829-0426-5 |
| 1988 | Monika Salet                                                                                                   | Die Stellung der Frau in der städtischen Wirtschaft der Frühen Neuzeit                                                                             | abgebrochen |
| 1989 | Bettina Schültke                                                                                               | Theater oder Propaganda? Die Städtischen Bühnen Frankfurt am Main 1933–1945                                                                        | veröffentlicht: Studien zur Frankfurter Geschichte 40, Verlag Waldemar Kramer, Frankfurt am Main, 1997, ISBN 3-7829-0464-8 |
| 1990 | Ralf Roth | Stadt und Bürgertum in Frankfurt am Main 1780–1914                                                                                                 | veröffentlicht unter dem Titel: Stadt und Bürgertum in Frankfurt am Main: ein besonderer Weg von der ständischen zur modernen Burgergesellschaft, 1790–1914, Oldenbourg Wissenschaftsverlag, München, 1996, ISBN 3-486-56188-X                          |
| 1991 | Michael Rothmann                                                                                               | Die Frankfurter Messen im Mittelalter | Veröffentlichung in: Reihe der Frankfurter Historischen Abhandlungen, Franz Steiner Verlag, Stuttgart, 1998, ISBN 978-3-515-06883-3 |
| 1992 | Thomas Bauer                                                                                                   | Hygiene- und Entsorgungsstrategien der Stadt Frankfurt am Main vom 16. bis 19. Jahrhundert                                                         | Veröffentlichung unter dem Titel Im Bauch der Stadt, in: Studien zur Frankfurter Geschichte 41, Verlag Waldemar Kramer, Frankfurt am Main, 1998, ISBN 3-7829-0528-8                                                                                     |
| 1993 | Andrea Fischer                                                                                                 | Kommunale Leistungsverwaltung. Gas, Müll, Quellenwasserleitung und Markthalle in Frankfurt am Main 1868–1880                                       | Veröffentlichung bei: Duncker u. Humblot, Berlin, 1995, ISBN 3-428-08457-8 |
| 1994 | Claudia Müller                                                                                                 | Der Frankfurter Maler Jakob Nußbaum 1873–1936. Biographie und Werkkatalog                                                                          | veröffentlicht: Studien zur Frankfurter Geschichte 47, Verlag Waldemar Kramer, Frankfurt am Main, 2002, ISBN 3-7829-0522-9 |
| 1995 | Alon Tauber | Zwischen Kontinuität und Neuanfang. Die Entstehung der jüdischen Nachkriegsgemeinde in Frankfurt am Main 1945–1949                                 | Schriften der Kommission für die Geschichte der Juden in Hessen, Bd. 23, Wiesbaden 2008, ISBN 978-3-921434-27-7 |
| 1996 | Anja Johann | Gesellschaftliche Disziplinierung in der Reichsstadt Frankfurt am Main im 16. Jahrhundert                                                          | Veröffentlichung unter dem Titel: Kontrolle mit Konsens, Sozialdisziplinierung in der Reichsstadt Frankfurt am Main im 16. Jahrhundert, in: Studien zur Frankfurter Geschichte 46, Verlag Waldemar Kramer, Frankfurt am Main, 2001, ISBN 3-7829-0521-0  |
| 1997 | Fritz Koch | Geschichte der Prostitution in Frankfurt 1867–1989                                                                                                 | veröffentlicht unter dem Titel: Verwaltete Lust. Stadtverwaltung und Prostitution in Frankfurt am Main 1866–1968 (Studien zur Frankfurter Geschichte 58), Frankfurt am Main 2010, ISBN 978-3-86539-672-3.                                               |
| 1998 | Bettina Tüffers                                                                                                | Der braune Magistrat. Die Frankfurter Stadtregierung 1933–1945                                                                                     | veröffentlicht unter dem Titel: Der braune Magistrat, Personalstruktur und Machtverhältnisse in der Frankfurter Stadtregierung 1933–1945 (Studien zur Frankfurter Geschichte 49), Verlag Waldemar Kramer, Frankfurt am Main 2004, ISBN 3-7829-0558-X    |
| 1999 | Werner Bendix                                                                                                  | Wirtschaftliche Entwicklung und Kommunale Wirtschaftsförderung der Stadt Frankfurt am Main 1946–1956                                               | veröffentlicht: Studien zur Frankfurter Geschichte 49, Verlag Waldemar Kramer, Frankfurt am Main, 2002, ISBN 3-7829-0532-6 |
| 2000 | Joachim Rotberg                                                                                                | Priesterdienst und Bürgerkultur. Der Frankfurter Dompfarrer Jakob Herr 1867–1950                                                                   | noch in Bearbeitung |
| 2001 | Birgit Wörner                                                                                                  | Sozialgeschichte des Frankfurter Wirtschaftsbürgertums 1870–1930                                                                                   | veröffentlicht unter dem Titel: Frankfurter Bankiers, Kaufleute und Industrielle. Werte, Lebensstil und Lebenspraxis 1870 bis 1930 (Mäzene, Stifter, Stadtkultur 9), Wiesbaden 2011, ISBN 978-3-86539-670-9                                             |
| 2002 | Der Preis wurde in diesem Jahr nicht vergeben.                                                                 | Der Preis wurde in diesem Jahr nicht vergeben. | Der Preis wurde in diesem Jahr nicht vergeben. |
| 2003 | Hansjakob Ziemer                                                                                               | Im musikalischen Labor der Moderne. Konzertleben und Öffentlichkeit in Frankfurt am Main 1890–1933                                                 | veröffentlicht: Die Moderne hören. Das Konzert als urbanes Forum, 1890–1940, Campus Verlag, Frankfurt am Main, 2008, ISBN 3-593-38637-2 |
| 2004 | Der Preis wurde in diesem Jahr nicht vergeben.                                                                 | Der Preis wurde in diesem Jahr nicht vergeben. | Der Preis wurde in diesem Jahr nicht vergeben. |
| 2005 | Torben Giese                                                                                                   | Moderne städtische Imagepolitik in Frankfurt am Main, Wiesbaden und Offenbach – Von den Anfängen bis in die 1970er Jahre                           | veröffentlicht: Studien zur Frankfurter Geschichte 57, Frankfurt am Main 2010, ISBN 978-3-86539-671-6 |
| 2005 | Benno Nietzel                                                                                                  | Jüdische Unternehmer und Frankfurter Wirtschaft ca. 1920–1960                                                                                      | veröffentlicht unter dem Titel Handeln und Überleben. Jüdische Unternehmer aus Frankfurt am Main 1924–1964 (= Kritische Studien zur Geschichtswissenschaft. Band 204). Göttingen 2012, ISBN 978-3-525-37024-7.                                          |
| 2006 | Michael Habersack                                                                                              | Friedrich Dessauer. Eine politische Biographie | veröffentlicht unter dem Titel: Friedrich Dessauer (1881–1963). Eine politische Biographie des Frankfurter Biophysikers und Reichstagsabgeordneten (Veröffentlichungen der Kommission für Zeitgeschichte B 119), Paderborn 2011, ISBN 978-3-506-77129-2 |
| 2007 | Ellen Diehm | Frankfurter Handwerksgeschichte im Mittelalter | noch in Bearbeitung |
| 2008 | Thomas Pierson                                                                                                 | Frankfurter Dienstbriefe. Regelungsprobleme des städtischen Dienstvertrags im Alten Reich                                                          | veröffentlicht: Vom Vertrag zum Status. Das Dienstvertragsrecht der Frankfurter Dienstbriefe im Alten Reich (Studien zur europäischen Rechtsgeschichte 321), 2020, ISBN 978-3-465-04404-8                                                               |
| 2009 | Sebastian Farnung                                                                                              | Kulturpolitik im Dritten Reich am Beispiel Frankfurter Museen                                                                                      | noch in Bearbeitung |
| 2010 | Der Preis wurde in diesem Jahr nicht vergeben.                                                                 | Der Preis wurde in diesem Jahr nicht vergeben. | Der Preis wurde in diesem Jahr nicht vergeben. |
| 2011 | Carina Danzer                                                                                                  | Fritz Wichert – Zur kulturpolitischen Tätigkeit des Reformer                                                                                       | Veröffentlicht: Studien zur Frankfurter Geschichte: Band 64, Frankfurt am Main 2018 |
| 2012 | Christian Kullick                                                                                              | Die Frankfurter Lotterieordnungen des 18. Jahrhunderts und ihre Durchsetzung                                                                       | Veröffentlicht: „Der herrschende Geist der Thorheit“ Die Frankfurter Lotterienormen des 18. Jahrhunderts und ihre Durchsetzung in Studien zur Policey, Kriminalitätsgeschichte und Konfliktregulierung, Frankfurt am Main, 2018                         |
| 2013 | Der Preis wurde in diesem Jahr nicht vergeben.                                                                 | Der Preis wurde in diesem Jahr nicht vergeben. | Der Preis wurde in diesem Jahr nicht vergeben. |
| 2014 | Der Preis wurde in diesem Jahr nicht vergeben.                                                                 | Der Preis wurde in diesem Jahr nicht vergeben. | Der Preis wurde in diesem Jahr nicht vergeben. |
| 2015 | Sonja Breustedt                                                                                                | Kaufmännische Rechtsgutachten des 18. Jahrhunderts. Die Pareres der Frankfurter Börsenvorsteher in vergleichender Perspektive                      | Veröffentlicht: Band 34 der Forschung zur deutschen Rechtsgeschichte, Köln 2020 |
| 2015 | Sonderpreis: Theresa Victoria Leonhardt                                                                        | Aus der Krise geboren – Theaterfördervereine und ihre Protagonisten in Frankfurt am Main seit 1924                                                 | Veröffentlicht: Studien zur Frankfurter Geschichte: Band 65, Frankfurt am Main 2018 |
| 2016 | Rahel Blum | Organisation, Selbstverständnis und Repräsentation der Frankfurter jüdischen Gemeinde im 17. und 18. Jahrhundert                                   | |
| 2017 | C. Julius Reinsberg                                                                                            | Der Internationale Stil des Neuen Frankfurt. Zum transnationalen Kulturtransfer in der Architektur-, Stadtplanungs- und Designgeschichte 1925–1960 | Veröffentlicht: Studien zur Frankfurter Geschichte: Band 67, Frankfurt am Main 2019 |
| 2018 | Der Preis wurde in diesem Jahr nicht vergeben.                                                                 | Der Preis wurde in diesem Jahr nicht vergeben. | Der Preis wurde in diesem Jahr nicht vergeben. |
| 2019 | Julia A. Schmidt-Funke                                                                                         | Haben und Sein. Materielle Kultur und Konsum im frühneuzeitlichen Frankfurt am Main                                                                | |
| 2020 | Christoph Regulski                                                                                             | Der Dank des Vaterlandes? Berufliche Perspektiven der Kriegsgeschädigten in Frankfurt am Main 1914–1933                                            | |
| 2021 | Berit Wagner & die Merian Forschungsgruppe des Kunstgeschichtlichen Instituts der Goethe-Universität Frankfurt | Matthäus Merian d. Ä. und die Bebilderung der Alchemie um 1600 – Virtuelle Ausstellung & Dynamische Wissensplattform                               | |
| 2022 | Der Preis wurde in diesem Jahr nicht vergeben.                                                                 | Der Preis wurde in diesem Jahr nicht vergeben. | Der Preis wurde in diesem Jahr nicht vergeben. |
| 2023 | Christina Vollmert-Boldt                                                                                       | Szenen bürgerlicher Festkultur. Theatrale Erfahrungsorte der Geschichte, nationaler Gemeinschaft und Technologie in Frankfurt am Main um 1900.     | Veröffentlicht: "Szenen bürgerlicher Festkultur - Theatrale Erfahrungsorte von Geschichte, Nation und Modernisierung um 1900 in Frankfurt am Main", Berlin/Heidelberg 2024, ISBN 978-3-662-69618-7, DNB 1346770166                                      |